# Pepi, Luci, Bom et autres filles du quartier
Pour plus de détails, voir Fiche technique et Distribution.
Pepi, Luci, Bom et autres filles du quartier (Pepi, Luci, Bom y otras chicas del montón) est un film espagnol réalisé par Pedro Almodóvar, sorti en 1980. Carmen Maura y interprète le rôle principal.

## Synopsis
Pepi cultive de la marijuana sur son balcon. Un policier qui habite en face, le remarque et vient chez elle pour le lui reprocher. Son regard est concupiscent si bien qu'elle soulève sa robe et lui propose de faire l'amour en échange de son silence. Le policier accepte. Elle lui précise toutefois qu'il doit passer par « derrière », ne voulant pas « perdre sa virginité », qu'elle voulait monnayer pour 60 000 pesetas (environ 360 euros), comme on l'apprendra plus tard. Le policier refuse et pénètre son sexe. Il réalise en entendant ses cris que Pepi disait la vérité. Celle-ci décide alors de se venger de ce viol avec l'aide de Bom et son groupe de musiciens, mais aussi celle de Luci, la femme masochiste, mais abandonnée, du policier « qui la traite comme sa mère ».

## Fiche technique
- Titre : Pepi, Luci, Bom et autres filles du quartier
- Titre original : Pepi, Luci, Bom y otras chicas del montón
- Réalisation et scénario : Pedro Almodóvar
- Décors : James Contreras
- Costume : Manuela Camacho
- Photo : Paco Femenia
- Montage : José Salcedo (crédité Pepe Salcedo)
- Producteur : Paco Poch
- Pays d'origine :  Espagne
- Langue originale : espagnol (et quelques phrases en anglais)
- Format : couleur - 1,66:1 - 16 mm
- Genre : comédie
- Durée : 82 minutes
- Dates de sortie :
  - Espagne : 27 octobre 1980
  - France : 31 octobre 1980

## Distribution
- Carmen Maura : Pepi
- Félix Rotaeta : le policier et son frère jumeau Juan
- Olvido Gara (créditée sous le nom d'Alaska) : Bom
- Eva Siva : Luci (Luciana), qui vient de Murcie, épouse du policier
- Concha Grégori : Charito, la voisine de Luci
- Cecilia Roth : la fille de la publicité
- Julieta Serrano : la fille habillée comme Scarlett O'Hara
- Cristina Sánchez Pascual : la femme à barbe
- Eusebio Lázaro
- Fabio McNamara : Roxy
- Assumpta Serna (créditée sous le nom d'Assumpta Rodes) : Nuria
- Agustín Almodóvar : un homme dans le public
- Pedro Almodóvar : le maître de cérémonie (non crédité)

## Analyse
Tel est le début de ce film impossible à résumer, où les masochistes, les lesbiennes, les bisexuelles et les drag-queens se côtoient dans une atmosphère très joviale, toujours décalée et absurde, mais en restant cohérente.
Le réalisateur dira lui-même de son film : « Ce n'est ni un film réaliste, ni une analyse de mœurs, ni un portrait de la société. Encore qu'il cadre bien avec un certain type de gens désinvoltes que l'on rencontre à Madrid, tout à fait superficiels et qui semblent naviguer dans la fiction. »
Ce film aborde déjà toute la thématique des films d'Almodóvar : les personnages féminins traités en exclusivité, la sexualité débridée, les rapports entre amour et amitié...

## Postérité
Premier long métrage réalisé par Almodóvar, le film est tourné en 16 mm, avec un budget très limité rassemblé grâce à de très nombreux amis à qui le réalisateur avait montré ses courts métrages en super 8. Le film est aujourd'hui devenu un film culte de la culture underground.